# Prison Model de Barcelone
Pour les articles homonymes, voir Model.
Ne doit pas être confondu avec Prison de La Modelo.
La prison Model de Barcelone, populairement appelée « la Model » (en catalan) ou « la Modelo » (en castillan), est une ancienne prison barcelonaise située dans le district de l'Eixample.
En service pendant 113 ans, la prison traverse l'histoire de l'Espagne contemporaine : la Restauration (Semaine Tragique, anarchisme, syndicalisme), la dictature de Primo de Rivera, la République, la guerre d'Espagne, la dictature de Franco et la transition démocratique.
Pendant la dictature franquiste, elle est l'un des principaux lieux de la répression à Barcelone.
Le centre pénitentiaire est définitivement fermé en 2017 sur décision de la Généralité de Catalogne, afin de laisser la place à un projet urbain tout en restant un lieu mémoriel.

## Construction
Construite par les architectes Salvador Vinyals i Sabaté et Josep Domènech i Estapà, la prison Model est inaugurée le 9 juin 1904, dix-sept ans après le début des travaux.
De type pennsylvanien, les cellules ne sont pas orientées vers un même lieu, mais seules les différentes ailes sont orientées vers un poste central.
La prison reçoit le nom de « Model » (en catalan) ou « Modelo » (en espagnol), car elle doit, à l'origine, servir de modèle de mise en place de la réforme du système pénitentiaire espagnol.

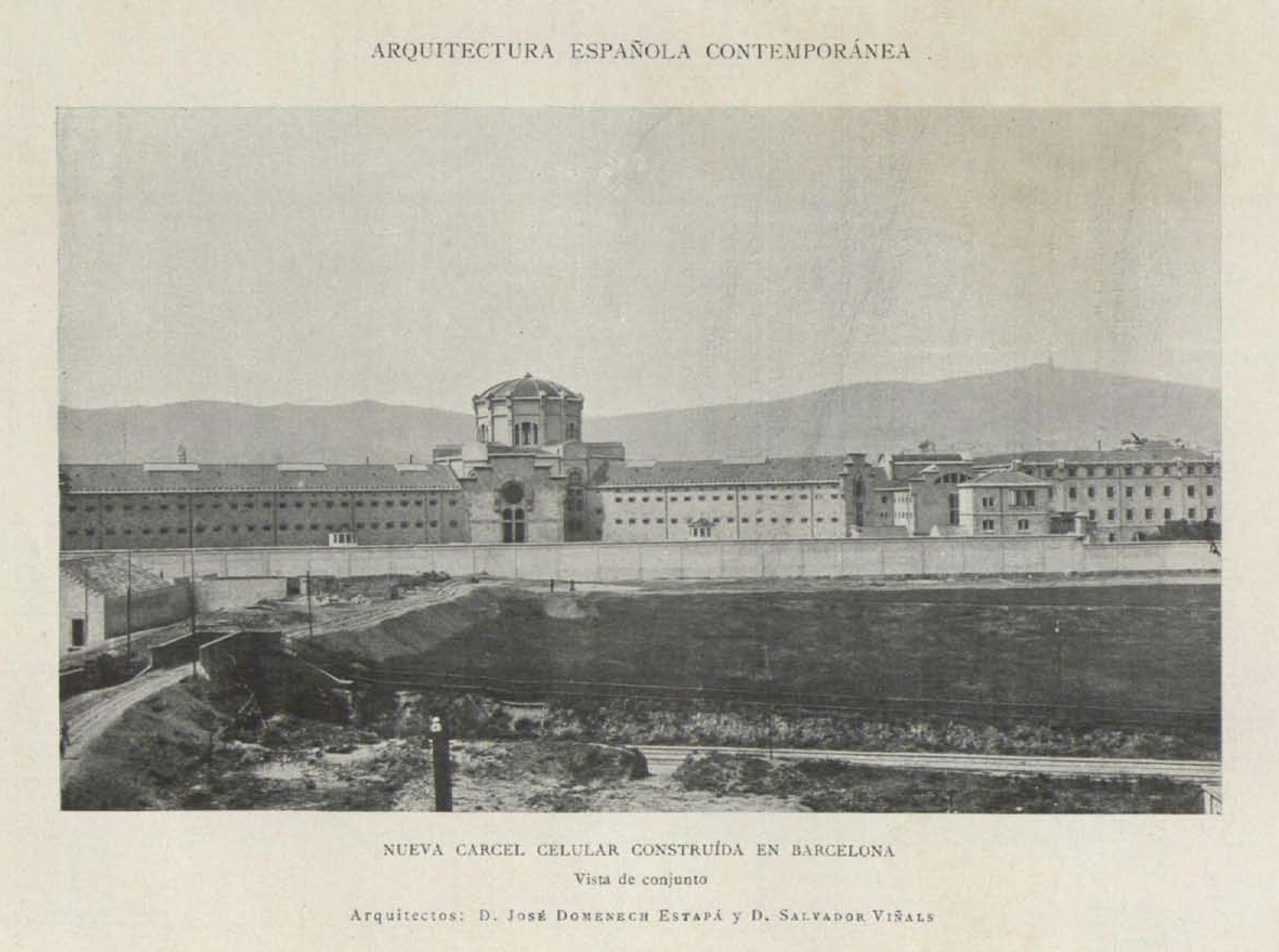
La prison, à son inauguration en 1904, se trouve alors à la périphérie de la ville.

## Répression politique
Dans l'histoire de Barcelone, la prison est un lieu historique. Elle demeure  l'un des lieux symboliques principaux de la répression politique, avec :
- La prison de Reina Amàlia, anciennement située dans la Vieille ville de Barcelone;
- Le château de Montjuïc;
- Le Fossar de la Pedrera sur la montagne de Montjuïc;
- La prison pour femmes de Les Corts dans le quartier de Les Corts;
- Le Camp de la Bota à Sant Martí.

Cinq ans après son ouverture, la prison devient célèbre au niveau international pour être le théâtre du simulacre du procès du 9 octobre 1909 qui condamne à mort l'enseignant et penseur Francisco Ferrer, entraînant des protestations du monde entier.
Plus tard, les membres de la CNT Salvador Seguí et Juan García Oliver sont emprisonnés en 1920 durant les épisodes de pistolérisme.
Après la guerre d'Espagne (1936-1939), la prison enferme, en plus des prisonniers de droit commun, de très nombreux républicains et opposants politiques et syndicaux du régime franquiste. Ainsi, en 1940, 13.000 prisonniers y sont internés pour une capacité pénitentiaire de seulement 1.000 hommes.  
De 1939 à 1955, durant la période la plus cruelle de la répression franquiste, plus de 1.600 prisonniers sont exécutés. Ils le sont le plus souvent hors les murs : ils sont notamment fusillés au Camp de la Bota au nord de la ville, avant que leurs corps soient enfouis au Fossar de la Pedrera, à Montjuïc. 
De nombreuses personnalités de la société barcelonaise s'opposant au régime y furent internées, dont le futur président Jordi Pujol.
La prison fut également un centre de répression des homosexuels, considérés « invertis » depuis 1954 par le régime franquiste, comme les artistes José Pérez Ocaña et Nazario Luque.
En octobre 1955, lors de la fermeture de la prison pour femmes de Les Corts, les opposantes politiques au franquisme restant incarcérées sont transférées à la prison Model avec leurs enfants.

## Dernière exécution franquiste
L'ultime exécution est celle de Salvador Puig i Antich, opposant politique au dictateur Franco, le 2 mars 1974. Il est victime de la dernière condamnation à mort effectuée en Espagne par strangulation, au garrot.

## Sous la démocratie
Lors de la transition démocratique, une nouvelle loi pénitentiaire est promulguée en 1979 et les compétences sont transférées à la Généralité de Catalogne en 1984.
Les années 1980 sont très conflictuelles : surpopulation carcérale, insalubrité des équipements et trafic de drogue. L'accès à la drogue est la cause d'une émeute célèbre organisée en avril 1984 par Juan José Moreno Cuenca dit El Vaquilla.

## Fermeture du centre pénitentiaire
À la suite d'un accord entre la mairie de Barcelone et la Généralité de Catalogne, et à la suite notamment des demandes des riverains, la fermeture définitive de la prison est décidée pour l'année 2017, malgré des polémiques avec les syndicats pénitentiaires.
En mars 2015, une partie de la prison est détruite symboliquement et convertie en parc public, à l'intersection des rues Rosselló et Entença. Les espaces libérés sont destinés à l'aménagement de nouveaux équipements publics. Pour ce faire, la ville de Barcelone achète les terrains au gouvernement catalan pour la somme de 15 millions d'euros.
La prison est définitivement fermée le 8 juin 2017 par le conseller de la Justice du gouvernement catalan, Carles Mundó. Les 929 prisonniers restants sont transférés dans d'autres centres pénitentiaires catalans, comme les prisons de Can Brians, de Quatre Camins ou encore le centre pénitentiaire Lledoners à Sant Joan de Vilatorrada.

## Prisonniers célèbres
- Francisco Ferrer (1859-1909), libre-penseur, franc-maçon et pédagogue libertaire espagnol ;
- Lluís Companys (1882-1940), président de la Catalogne de 1934 à la guerre d'Espagne[20] ;
- Salvador Seguí (1887-1923), dit El Noi del Sucre (« Le gamin du sucre »), leader de la Confédération nationale du travail ;
- Pierre Dac (1893-1975), humoriste, chansonnier et résistant français durant la Seconde Guerre mondiale, où il écrit le poème Noël 1941 dans une prison de Barcelone[21] ;
- Francesc Comas i Pagès, dit «Paronas» (1896-1923), syndicaliste:
- Joan Oliver i Sallarès (1899-1986), dit Pere Quart, poète ;
- Juan García Oliver (1901-1980), militant de la Confédération nationale du travail et de la Fédération anarchiste ibérique ;
- Helios Gómez (1905-1956), peintre et dessinateur libertaire espagnol ;
- Jean Cornez (1913-1942), résistant belge durant la Seconde Guerre mondiale ;
- Édouard Cleeren (1914-1943), résistant belge durant la Seconde Guerre mondiale ;
- Juan López Carvajal (1914-2011), combattant antifasciste de la guerre d'Espagne, compagnon de la célèbre soldate Pepita Laguarda Batet;
- Lluís Martí Bielsa (1921-2019), personnalité de la guerre d'Espagne et résistant de la Seconde Guerre mondiale en France, survivant de la déportation du camp de Dachau[22];
- Pere Portabella (1929-), cinéaste, auteur de films sur la prison[23] ;
- Jordi Pujol (1930-), président de la Catalogne de 1980 à 2003 ;
- Víctor Mora (1931-2016), écrivain et auteur de bande dessinée, titulaire de l'Ordre des Arts et des Lettres du gouvernement français[24] ;
- Armand de Fluvià (1931-), militant des droits LGBT en Espagne ;
- Nazario Luque (1944-), auteur de bande dessinée et peintre espagnol ;
- Albert Boadella (1943-), acteur et dramaturge ;
- José Pérez Ocaña (1947-1983), peintre et militant pour les droits LGBT espagnol ;
- Salvador Puig i Antich (1948-1974), anarchiste catalan, dernier condamné à mort exécuté sous l'Espagne franquiste ;
- Javier de la Rosa (1947-), avocat et homme d'affaires espagnol ;
- Juan José Moreno Cuenca (1961-2003), dit El Vaquilla, organisateur de la mutinerie de 1984 à la prison Model[25].

## Lieux remarquables et culture
- À la quatrième galerie (premier étage) se trouve «La Chapelle Gitane[26]», une cellule décorée par l'artiste Helios Gómez en 1950, alors prisonnier à la prison Model de Barcelone[27].

## Cinéma
- Prison 77,  film espagnol réalisé par Alberto Rodríguez, sorti en 2022.

## Galerie

Prison Model de Barcelone
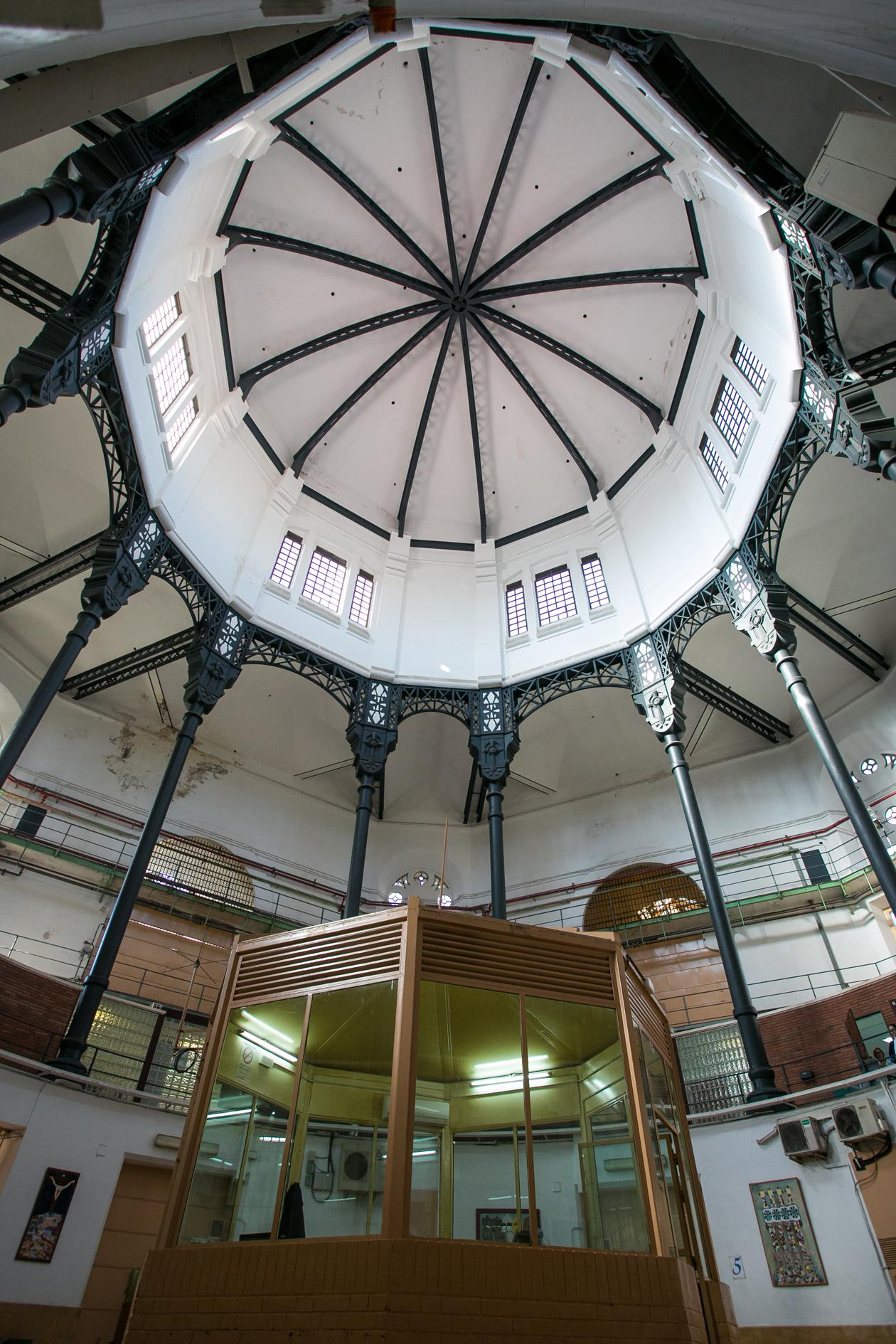
Intérieur de la rotonde de la prison.
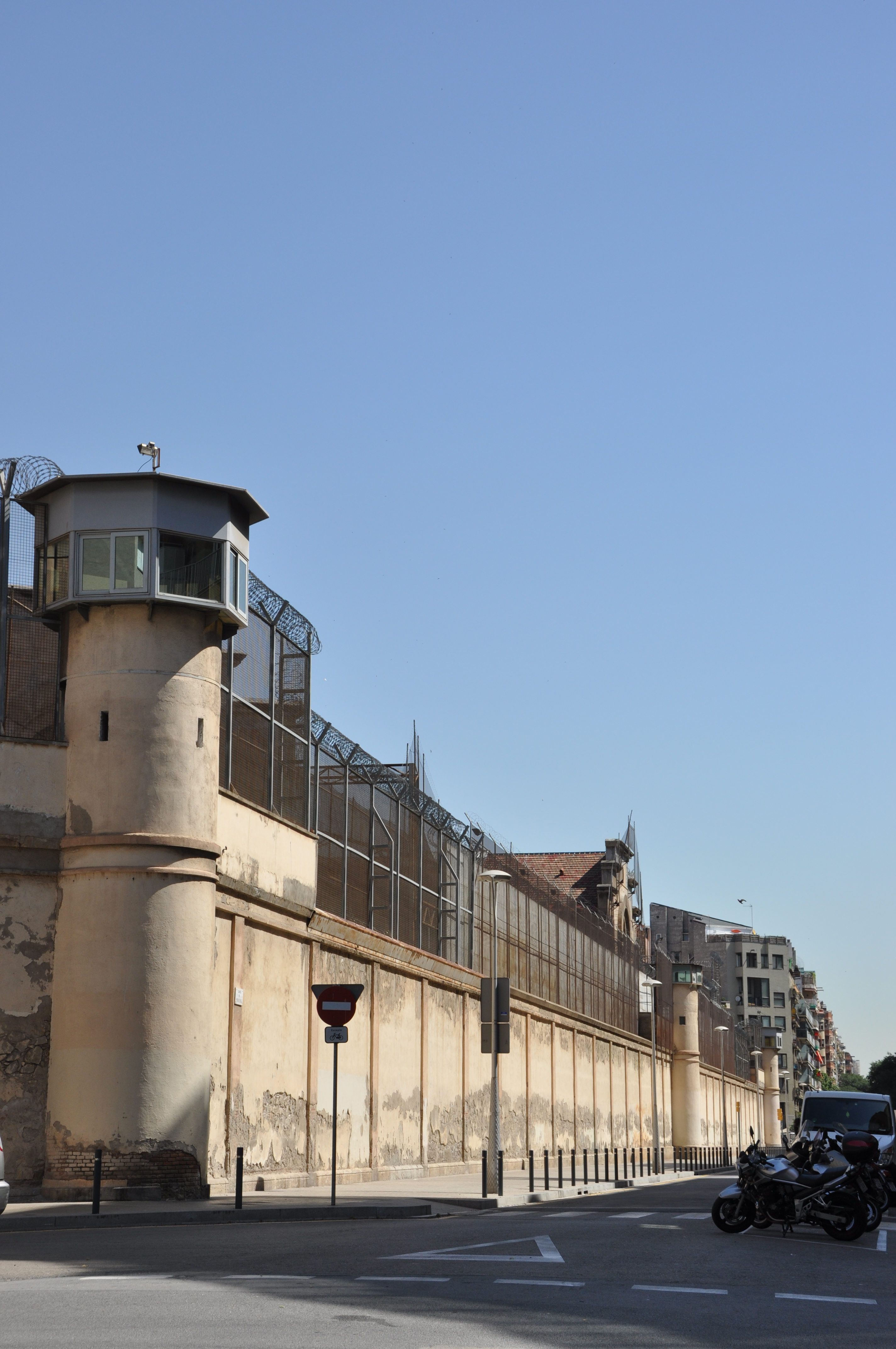
Murs de la prison (carrer Provença).
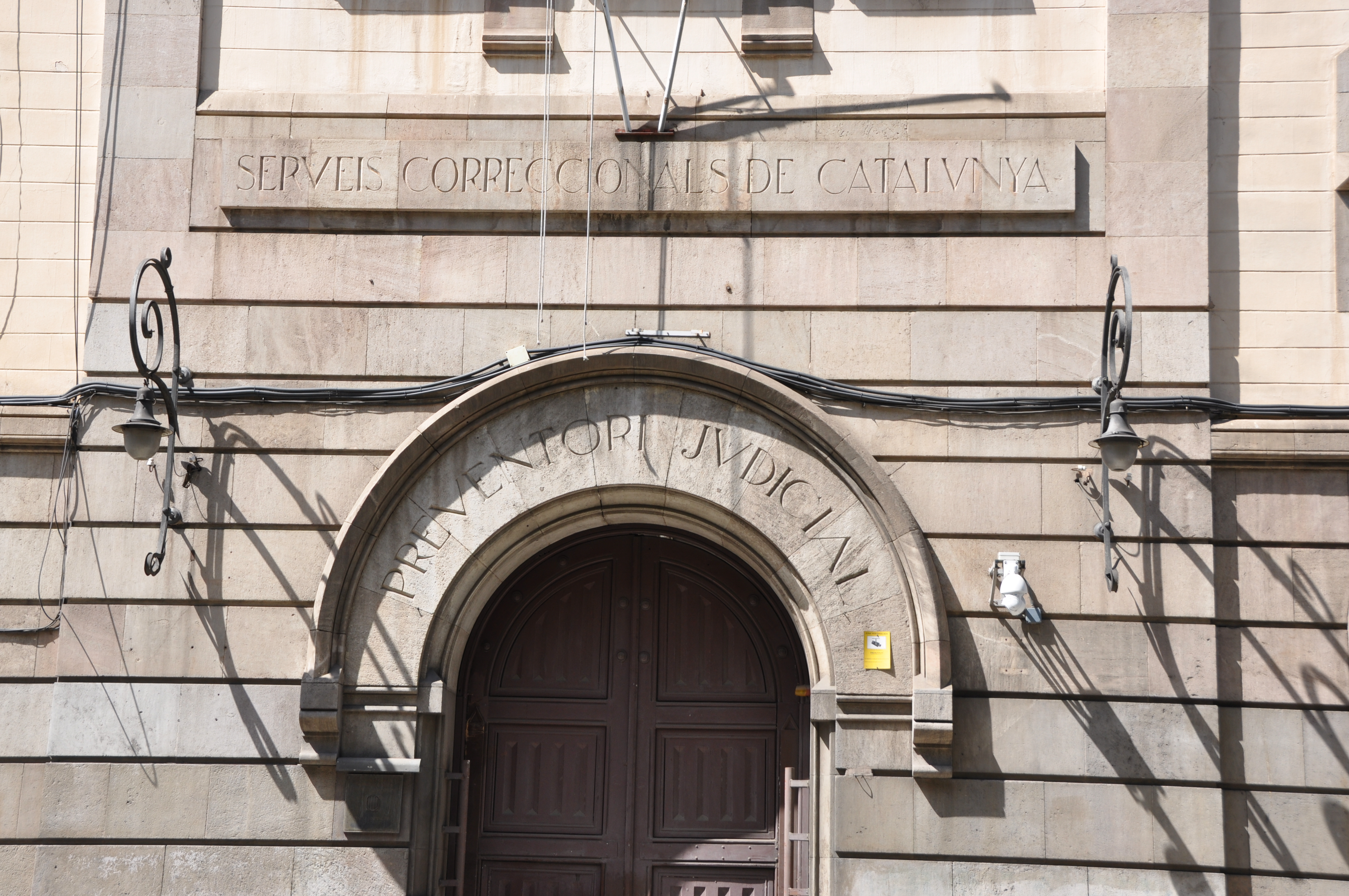
Porte principale de la prison (carrer Entença) avec l'inscription « Services Correctionnels de Catalogne ».
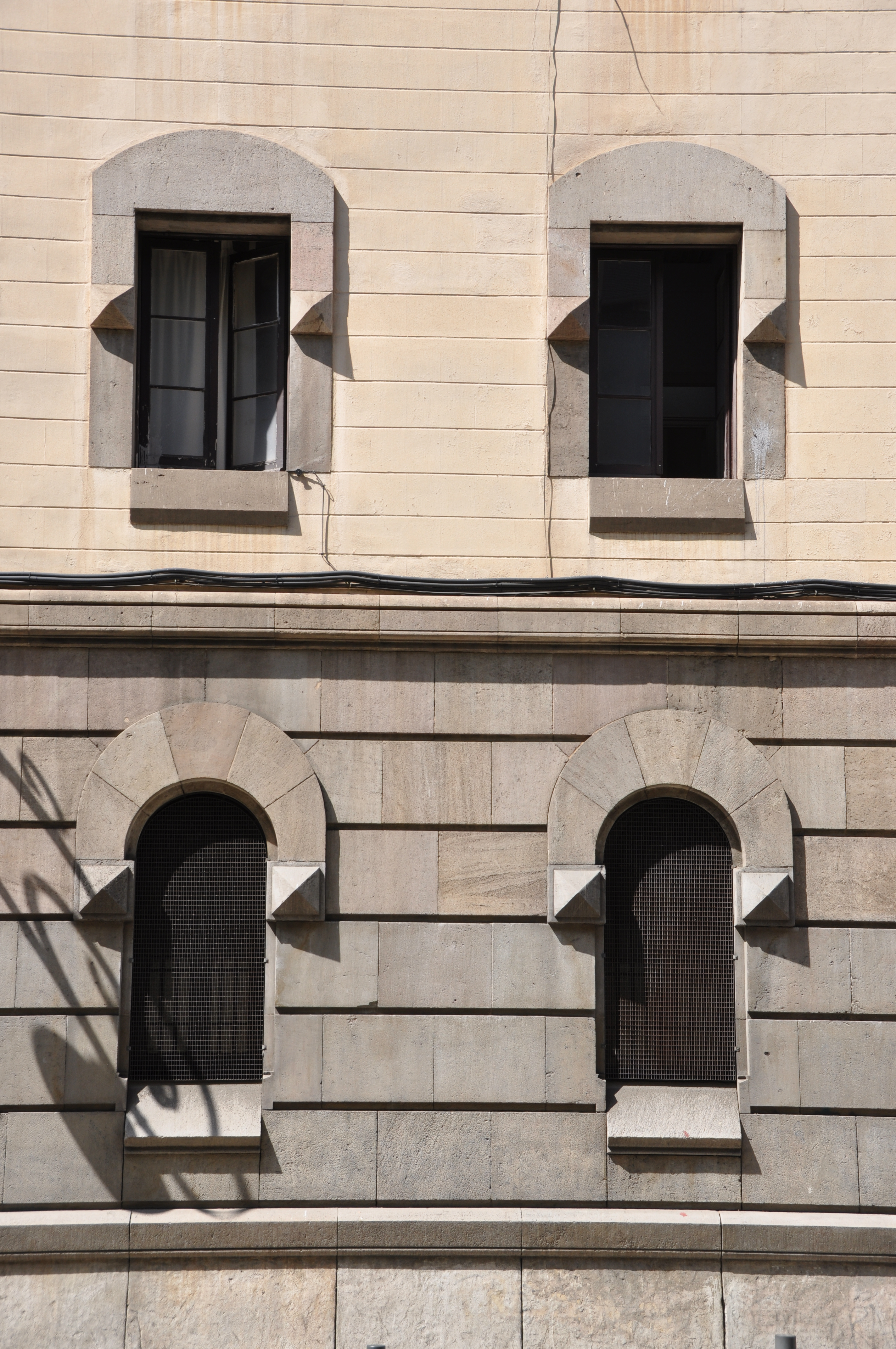
Fenêtres de la prison.
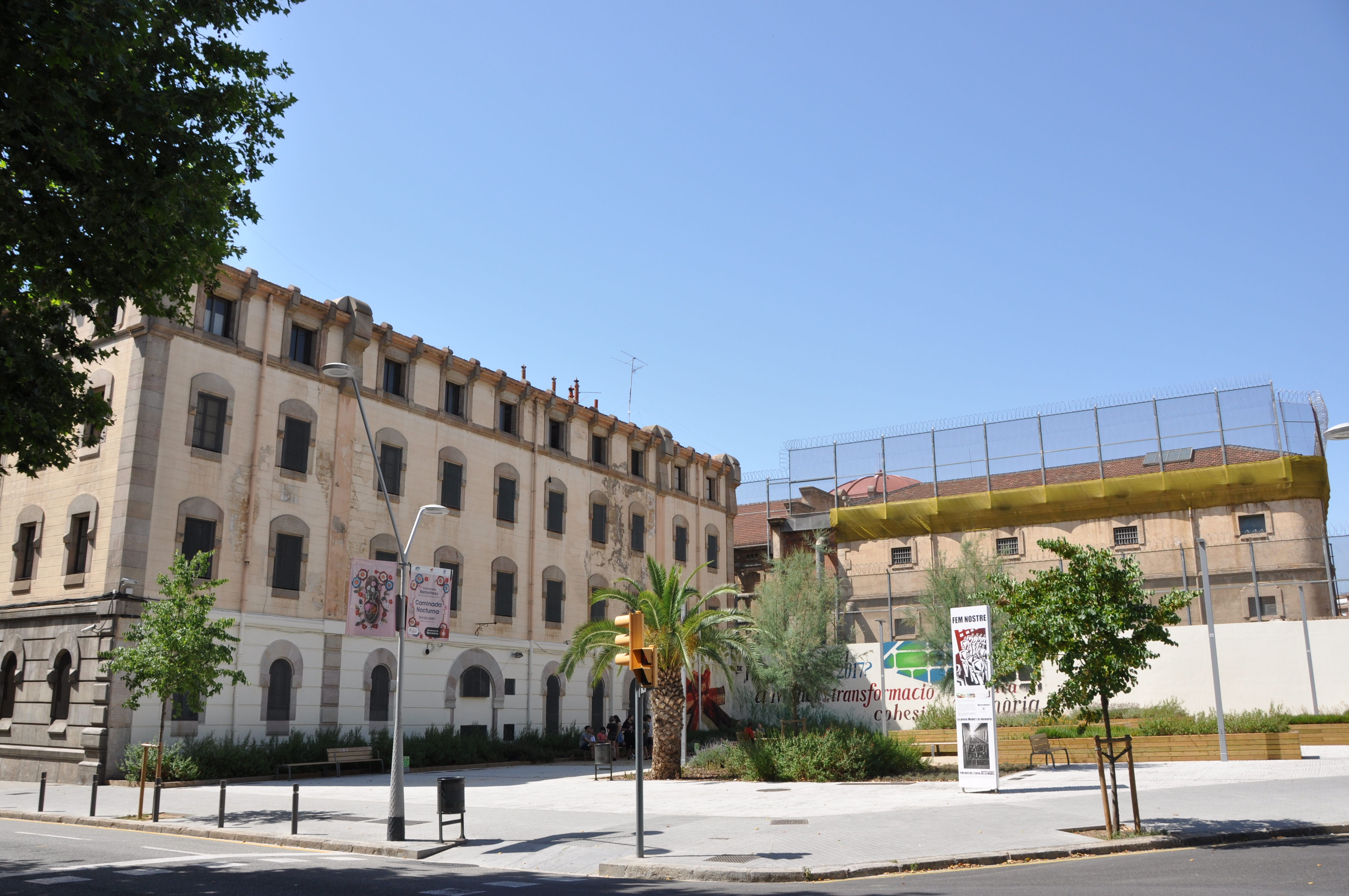
Nouveau parc public ouvert en 2015, dans le cadre de la fermeture de la prison.